# Adano
Adano fue un pueblo destruido de España, actualmente es La Villa y Condado de Adanero perteneciente a la provincia de Ávila, en la comunidad autónoma de Castilla y León, como nos indica Francisco de Paula Mellado.
Su destrucción fue durante la «Reconquista» o la expulsión por las fuerzas militares cristianas de las fuerzas combinadas árabe-bereber en la península ibérica.

## Toponimia
El topónimo, al igual que indica para Adanero, podría provenir de «heredamiento o propiedad de Adán» según Eduardo Tejero Robledo.